# Campamento
Campamento és un barri de Madrid integrat en el districte de Latina. Té una superfície de 918,87 hectàrees i una població de 20.860 habitants (2009). Limita a l'est amb els barris d'Aluche, Las Águilas i Cuatro Vientos, separat d'ells pel Passeig d'Extremadura (A-5), al nord amb la Casa de Campo i Pozuelo de Alarcón, al sud amb Leganés i a l'oest amb Alcorcón. El nom del barri es deu a la presència de casernes militars, avui dia abandonades iy en procés de recalificació com a terreny urbanitzable (Operació Campamento).
El barri està urbanitzat en menys del 50%, i les seves barriades s'estenen de forma lineal al marge esquerre de l'Autovia d'Extremadura.
Està dividit en barriades com la Dehesa del Príncipe, la Colonia Gran Capitán o la barriada formada entre l'A-5 i la carretera de Boadilla del Monte, la zona més antiga.
El barri es troba sobre uns terrenys de l'era quaternària, formant un gran esglaó sobre un estrat de l'era terciària. Travessa el barri el rierol Meaques, afluent del riu Manzanares, que després de travessar el barri banya la Casa de Campo.

## Transports
Rodalies Madrid
Encara que està dins del barri veí de Cuatro Vientos, l'estació homònima de la línia C-5 té un accés dins de la Dehesa del Príncipe.
Metro de Madrid
Malgrat el nom, l'estació de Campamento es troba en realitat dins del barri d'Aluche, si bé està al costat del Passeig d'Extremadura, límit del barri. Des de 2002 el barri té servei de metro dins del mateix amb la línia , amb les estacions de Colonia Jardín, Aviación Española (des de 2006) i Cuatro Vientos.